# Pierre Février
Pour les articles homonymes, voir Février.
Pierre Février, né à Abbeville le 21 mars 1696 et décédé à Paris le 5 novembre 1760, est un compositeur, claveciniste et organiste français.

## Biographie
Fils de l'organiste Pierre Febvrier (1669-1706), il s'installe à Paris en 1720 et devient titulaire de l'orgue de l'église des Jacobins de la rue Saint-Honoré et suppléant de Louis Garnier et Landrin à Saint-Roch. Il était cousin de Charles Noblet.
Il est connu pour avoir eu comme élève, dans les années 1750, le jeune Claude Balbastre récemment arrivé dans la capitale.

## Œuvres
Il a laissé deux livres de pièces de clavecin :
Premier Livre (1734)
 Pièces de Clavecin composées par Mr. Février, Organiste et Maître de Clavecin. Plusieurs de ces Pièces pourront aussy s’exécuter sur les autres instruments les plus en usage.
- 1re Suite (la majeur)
  1. Allemande la Magnanime
  2. Le Concert des Dieux - Double du Concert
  3. La Délectable
  4. Le Berceau
  5. La Boufonne ou la Paysanne

- 2e Suite (mi mineur/majeur)
  1. Fugue
  2. Courante
  3. Les Plaisirs des sens
  4. Le Labyrinthe
  5. Ariette et Doubles

- 3e Suite (si mineur)
  1. Fugue
  2. L’Intrépide
  3. La Grotesque

- 4e Suite (ré majeur)
  1. Gavotte et Doubles
  2. Le Brinborion
  3. Le Tendre Langage
  4. Tambourin

- Festes de campagne (ut majeur)
  1. Entrée
  2. Musette
  3. 2 Menuets
  4. Le Gros Colas et la Grosse Jeanne
  5. Les Petites Bergères

Second Livre (après 1734 et avant 1737)
Un exemplaire unique en a été retrouvé à la fin des années 1990 dans une collection privée dans les archives de la famille d'Arenberg en Belgique.
Il comprend deux suites alternant danses et pièces de caractère :
- 1re Suite en sol mineur
  1. Les Liens Harmoniques - rondeau
  2. La Caressante - rondeau
  3. La Fertillante (sic) [La Frétillante?]
  4. La Petite Coquette
  5. Tambourin - rondeau

- 2e Suite en do mineur
  1. Allemande
  2. Les Tendres Tourterelles - rondeau
  3. Les Croisades - rondeau
  4. Menuet